# 대한민국의 남자 배우 목록
다음은 대한민국의 남자 배우 목록이다.

## A-Z
- EaJ
- JAY B
- JK 김동욱
- Jun. K
- Key (가수)
- MC몽
- MJ (가수)
- T.O.P

## ㄱ
- 감우성
- 강경준
- 강기둥
- 강기영
- 강남 (가수)
- 강남길
- 강다니엘
- 강동원
- 강두
- 강민혁 (가수)
- 강석우
- 강석정
- 강성진 (배우)
- 강성훈
- 강수진 (남자 성우)
- 강승윤
- 강신일
- 강신효
- 강유찬
- 강은탁
- 강이석
- 강인 (가수)
- 강인수 (가수)
- 강준규
- 강지섭
- 강지환
- 강찬 (배우)
- 강타
- 강태오
- 강하늘
- 강한별
- 강홍석
- 거룡
- 건일
- 고건한
- 고경표
- 고규필
- 고성일
- 고세원
- 고수 (배우)
- 고온 (배우)
- 고윤
- 고주원
- 고준
- 고지용
- 고창석
- 공명 (배우)
- 공유 (배우)
- 공찬
- 공형진
- 곽도원
- 곽동연
- 곽시양
- 곽정욱
- 곽희성
- 광민
- 구교환
- 구본승
- 구승현
- 구자성
- 구준엽
- 구준회
- 권상우
- 권수현 (배우)
- 권오중
- 권율 (배우)
- 권해효
- 권혁 (1989년)
- 권혁수 (배우)
- 권혁수 (성우)
- 권현빈
- 권현상
- 권화운
- 규현
- 그리 (연예인)
- 기섭
- 기주봉
- 기태영
- 길용우
- 김C
- 김갑수 (배우)
- 김강민 (1998년)
- 김강우
- 김강훈
- 김경남 (1989년)
- 김광규 (배우)
- 김구라
- 김권
- 김규종
- 김규철
- 김기덕 (1960년)
- 김기리
- 김기방
- 김기범 (배우)
- 김기현 (성우)
- 김남길
- 김남진
- 김남희 (배우)
- 김다현 (배우)
- 김대곤 (배우)
- 김대명
- 김대진 (배우)
- 김동범 (배우)
- 김동영 (배우)
- 김동완 (가수)
- 김동욱 (배우)
- 김동준 (가수)
- 김동현 (1998년)
- 김동호 (배우)
- 김동희 (1999년)
- 김래원
- 김뢰하
- 김명곤
- 김명민
- 김무생
- 김무열
- 김무영 (1987년)
- 김민교 (배우)
- 김민귀
- 김민규 (1994년)
- 김민규 (2001년)
- 김민석 (1990년생 배우)
- 김민석 (1992년생 배우)
- 김민재 (1979년)
- 김민재 (1996년)
- 김민종
- 김민준 (1976년)
- 김범
- 김병기 (배우)
- 김병만
- 김병세
- 김병옥 (배우)
- 김병철 (배우)
- 김보성 (1966년)
- 김산호
- 김상경
- 김상중
- 김상진 (영화 감독)
- 김상호 (배우)
- 김석 (1992년)
- 김석훈
- 김선호 (배우)
- 김성규 (가수)
- 김성규 (배우)
- 김성균 (배우)
- 김성민 (배우)
- 김성수 (1973년)
- 김성오
- 김성철 (배우)
- 김소형 (성우)
- 김수로 (배우)
- 김수현 (1970년)
- 김수현 (1988년)
- 김승수 (배우)
- 김승우
- 김승준 (성우)
- 김승호
- 김시후
- 김아영
- 김연우
- 김영광 (배우)
- 김영대 (배우)
- 김영선 (성우)
- 김영재 (1975년)
- 김영재 (1995년)
- 김영철 (배우)
- 김영철 (희극인)
- 김영호 (배우)
- 김영훈 (배우)
- 김요한 (가수)
- 김용건
- 김용만 (희극인)
- 김용준 (성우)
- 김용희 (배우)
- 김우빈
- 김우석 (1994년)
- 김우석 (가수)
- 김원준
- 김원해
- 김유석
- 김윤석 (배우)
- 김율호
- 김응수 (배우)
- 김의성
- 김이안
- 김인권
- 김일우 (1953년)
- 김일우 (1963년)
- 김재덕 (가수)
- 김재영 (배우)
- 김재용 (배우)
- 김재욱 (배우)
- 김재원 (배우)
- 김재중
- 김재현 (가수)
- 김정민 (1968년)
- 김정태 (배우)
- 김정현 (1976년)
- 김정현 (1990년 4월)
- 김정훈 (1980년)
- 김종국 (가수)
- 김종민
- 김종서 (가수)
- 김종수 (배우)
- 김종현 (1995년)
- 김주헌
- 김주혁
- 김준 (배우)
- 김준성 (배우)
- 김준수 (가수)
- 김준한
- 김준현 (희극인)
- 김준호 (희극인)
- 김지석 (배우)
- 김지수 (가수)
- 김지훈 (1981년생 배우)
- 김지훈 (1973년생 가수)
- 김진규 (배우)
- 김진성 (배우)
- 김진우 (가수)
- 김진우 (배우)
- 김진태 (배우)
- 김진표 (가수)
- 김창완
- 김태균 (희극인)
- 김태우 (1981년)
- 김태우 (배우)
- 김태정 (1957년)
- 김태형 (1988년생 배우)
- 김태훈 (1975년생 배우)
- 김현목
- 김현중
- 김형준 (1987년)
- 김혜성 (배우)
- 김호성
- 김호진 (배우)
- 김흥국
- 김흥수 (배우)
- 김희라
- 김희원 (배우)
- 김희찬
- 김희철 (가수)

## ㄴ
- 나운규
- 나인우
- 나태주 (연예인)
- 나현 (영화 감독)
- 남궁민 (배우)
- 남궁원
- 남다름
- 남도형
- 남연우
- 남우현
- 남윤수
- 남주혁
- 남태현
- 노민우
- 노영학
- 노우진
- 노종현
- 노주현
- 노홍철
- 니아 (가수)
- 니엘 (가수)

## ㄷ
- 다니엘 헤니
- 대니얼 대 킴
- 대성 (가수)
- 대현 (가수)
- 데니 안
- 데니스 오
- 데이비드 맥기니스
- 데프콘 (가수)
- 도상우
- 도영
- 도지한
- 독고영재
- 동하 (배우)
- 동해 (가수)
- 동현 (1989년)
- 동호 (가수)
- 디오 (1993년)
- 딘딘

## ㄹ
- 라키 (가수)
- 래니 준
- 레오 (가수)
- 려욱
- 려운
- 로꼬
- 로운
- 류경수 (배우)
- 류담
- 류덕환
- 류수영
- 류승룡
- 류승범
- 류승수
- 류승완
- 류시원
- 류의현
- 류제윤
- 류준열
- 류진 (배우)
- 류태준
- 리키 김

## ㅁ
- 마동석
- 마르코 (배우)
- 마붑 알엄
- 마이클 리 (배우)
- 마크 (1999년)
- 맹상훈
- 맹세창
- 메이슨 문 무어하우스
- 문빈
- 문성근
- 문세윤
- 문우진
- 문원주
- 문준영
- 문지윤
- 문지후
- 민우 (1985년)
- 민우혁
- 민진웅
- 민호

## ㅂ
- 박건우 (배우)
- 박건형
- 박광현 (배우)
- 박근형
- 박기웅
- 박노식 (1930년)
- 박두식
- 박명훈
- 박민우 (배우)
- 박병은
- 박보검
- 박상면 (배우)
- 박상민 (배우)
- 박상욱 (배우)
- 박상원
- 박상훈 (2005년)
- 박서준
- 박선호 (배우)
- 박성광
- 박성우 (배우)
- 박성웅
- 박성호 (희극인)
- 박성훈 (배우)
- 박수영 (1970년)
- 박시환 (가수)
- 박시후
- 박신양
- 박아성
- 박암 (배우)
- 박영규 (배우)
- 박완규
- 박용우 (1971년생 배우)
- 박용하
- 박원상
- 박유천
- 박유환
- 박윤재
- 박은석 (1984년)
- 박인환 (배우)
- 박일 (성우)
- 박재정 (가수)
- 박재정 (배우)
- 박정민 (가수)
- 박정민 (배우)
- 박정범
- 박정철
- 박종환 (배우)
- 박준규 (배우)
- 박준형 (가수)
- 박중훈
- 박지빈
- 박지우 (무용가)
- 박지일 (배우)
- 박지훈 (가수)
- 박진영 (1994년)
- 박진영
- 박진우 (1983년)
- 박철민 (배우)
- 박철수 (영화 감독)
- 박태호 (성우)
- 박해수
- 박해일
- 박해준
- 박해진
- 박혁권
- 박형식
- 박효신
- 박효준 (배우)
- 박훈 (배우)
- 박희순
- 방성준
- 방용국
- 배기성
- 배성우
- 배수빈
- 배용준
- 배인혁 (배우)
- 배진영
- 배현성
- 백민현
- 백봉기
- 백성현
- 백수호
- 백승현 (배우)
- 백윤식
- 백일섭
- 백현 (가수)
- 백호 (가수)
- 변요한
- 변우석
- 변희봉
- 병헌
- 보비 리
- 봉만대
- 봉태규
- 붐 (방송인)
- 뷔
- 브라이언 (가수)
- 비 (가수)
- 비범

## ㅅ
- 사무엘 (가수)
- 사이먼 도미닉
- 산들
- 서강준
- 서경석 (희극인)
- 서도영
- 서영주
- 서우진 (2015년)
- 서은광
- 서인국
- 서인석 (배우)
- 서준영
- 서지석
- 서지훈 (배우)
- 서하준
- 서현우
- 서현철
- 선우재덕
- 선웅
- 설경구
- 설정환
- 성동일
- 성민 (1986년)
- 성시경
- 성유빈 (배우)
- 성주 (가수)
- 성준 (배우)
- 성지루
- 성혁
- 성훈 (배우)
- 세븐 (가수)
- 세용
- 세훈
- 셔누
- 션 리차드
- 소지섭
- 손동운
- 손병호
- 손상연
- 손석구
- 손승원
- 손우혁 (1983년)
- 손원일 (성우)
- 손준호 (배우)
- 손지창
- 손진영
- 손창민
- 손현주
- 손호영
- 손호준
- 송강 (배우)
- 송강호
- 송건희
- 송민호
- 송새벽
- 송승헌
- 송승현
- 송원근
- 송유빈
- 송일국
- 송재림
- 송재호
- 송재희 (배우)
- 송종호 (배우)
- 송준석 (성우)
- 송중기
- 송지호 (배우)
- 송창의 (배우)
- 수호 (가수)
- 스티븐 연
- 승리 (가수)
- 승호
- 시우민
- 시원 (가수)
- 신강우
- 신구 (배우)
- 신기준
- 신동 (가수)
- 신동엽 (희극인)
- 신동우 (배우)
- 신동욱 (배우)
- 신성록
- 신성우
- 신성일
- 신승호
- 신승환
- 신연식
- 신영균 (배우)
- 신우 (가수)
- 신원호 (가수)
- 신재하
- 신정근
- 신정환
- 신철진
- 신하균 (배우)
- 신현수 (배우)
- 신현준 (배우)
- 심완준
- 심지호
- 심희섭
- 심형래
- 심형탁
- 싸이

## ㅇ
- 아주 (가수)
- 안길강
- 안내상
- 안도규
- 안동구
- 안보현
- 안석환
- 안성기
- 안세하
- 안승균
- 안용준
- 안우연
- 안장혁
- 안재모
- 안재욱
- 안재현
- 안재홍 (1986년)
- 안재환 (배우)
- 안종덕
- 안지호 (배우)
- 안지환
- 안효섭
- 알렉산더 (가수)
- 알렉스 (가수)
- 알렌기범
- 앤디 (가수)
- 양경원
- 양동근
- 양병열
- 양상국
- 양세종
- 양세형
- 양승필
- 양요섭
- 양익준
- 양현석
- 엄기준
- 엄상현
- 엄태구
- 엄태웅
- 엄태화
- 엄효섭
- 에릭 (가수)
- 엔 (가수)
- 엘 (가수)
- 여원 (가수)
- 여진구
- 여현수
- 여회현
- 연우진
- 연정훈
- 연준석
- 영민
- 영재 (1994년)
- 영재 (1996년)
- 예성
- 오광록
- 오달수
- 오대규
- 오대환
- 오만석 (1974년)
- 오민석
- 오상진
- 오성원
- 오승윤 (배우)
- 오승훈 (배우)
- 오신환
- 오영수 (배우)
- 오우진
- 오의식
- 오재무
- 오정세
- 오종혁
- 오지호 (배우)
- 오창석
- 옥택연
- 온유
- 온주완
- 옹성우
- 왕석현
- 용준형
- 우도환
- 우석 (가수)
- 우영
- 우원재
- 우현 (배우)
- 원 (래퍼)
- 원기준
- 원빈
- 원태희
- 위하준
- 유건 (배우)
- 유겸
- 유권
- 유노윤호
- 유동근
- 유민규
- 유병재
- 유선호 (가수)
- 유수빈
- 유승준
- 유승호
- 유아인
- 유여운
- 유연석
- 유오성
- 유은숙
- 유인촌
- 유일 (배우)
- 유재명
- 유재석
- 유준상 (배우)
- 유지태
- 유태오
- 유해진
- 육성재
- 윤계상
- 윤균상
- 윤나무
- 윤다훈
- 윤도현
- 윤두준
- 윤문식
- 윤박
- 윤산하
- 윤상현 (1973년생 배우)
- 윤선우
- 윤소호
- 윤시윤
- 윤제문
- 윤종빈
- 윤종신
- 윤종훈
- 윤주상
- 윤지성
- 윤지온
- 윤찬 (1972년)
- 윤찬 (1996년)
- 윤찬영
- 윤태영 (배우)
- 윤학
- 윤현민
- 윤희석
- 은상
- 은원재
- 은지원
- 은혁
- 이가섭
- 이강민 (배우)
- 이경규
- 이경영 (1960년)
- 이계인
- 이광수 (배우)
- 이규한 (배우)
- 이규형 (배우)
- 이기광
- 이기영 (배우)
- 이기우 (배우)
- 이기찬 (가수)
- 이기혁 (배우)
- 이기홍 (1986년)
- 이낙훈
- 이다윗
- 이대연
- 이대휘
- 이덕화
- 이도겸
- 이도현 (1995년)
- 이돈구 (영화 감독)
- 이동건
- 이동욱 (배우)
- 이동휘 (배우)
- 이루
- 이명훈 (배우)
- 이문식
- 이민기
- 이민우 (가수)
- 이민우 (배우)
- 이민혁 (가수)
- 이민호 (1987년)
- 이범수
- 이병준 (1964년)
- 이병헌
- 이상민 (가수)
- 이상엽
- 이상우 (배우)
- 이상우 (영화 감독)
- 이상윤 (배우)
- 이상이 (남자 배우)
- 이서원
- 이서진
- 이선균
- 이선호 (배우)
- 이성민 (배우)
- 이성열 (가수)
- 이성재 (배우)
- 이성종
- 이수근 (희극인)
- 이수혁 (배우)
- 이순재
- 이승기
- 이승준 (1973년)
- 이승준 (1978년)
- 이승철
- 이승협
- 이승형
- 이승호 (1991년)
- 이승효
- 이시언 (배우)
- 이시우 (남자 배우)
- 이신영
- 이언 (배우)
- 이영하 (배우)
- 이영훈 (배우)
- 이완 (배우)
- 이용우 (배우)
- 이원근
- 이원종 (1966년)
- 이유진 (1992년)
- 이유청 (배우)
- 이은형 (배우)
- 이이경
- 이인 (배우)
- 이인성 (배우)
- 이장우 (배우)
- 이재룡
- 이재용 (배우)
- 이재욱 (1998년)
- 이재윤 (배우)
- 이재준 (배우)
- 이재진 (1979년)
- 이재진 (1991년)
- 이적 (가수)
- 이정 (가수)
- 이정길 (1944년)
- 이정신
- 이정재 (배우)
- 이정진
- 이정하
- 이정혁
- 이제훈
- 이종석 (배우)
- 이종수 (배우)
- 이종원 (1994년)
- 이종원 (배우)
- 이종혁 (배우)
- 이종현 (가수)
- 이종화 (배우)
- 이주승
- 이준 (배우)
- 이준기
- 이준영 (1997년)
- 이준혁 (1972년)
- 이준혁 (1984년)
- 이중옥
- 이지훈 (1988년)
- 이지훈 (연예인)
- 이진권 (배우)
- 이진우 (배우)
- 이진욱
- 이진혁 (가수)
- 이참
- 이창민 (가수)
- 이창섭 (가수)
- 이창욱
- 이창훈 (1966년)
- 이천희
- 이태곤 (배우)
- 이태리 (배우)
- 이태선
- 이태성
- 이태환 (1995년)
- 이특
- 이필립
- 이필모
- 이하율
- 이학주 (배우)
- 이한위
- 이현승 (영화 감독)
- 이현우 (1966년)
- 이현우 (1993년)
- 이현욱 (배우)
- 이현재 (1988년)
- 이현진 (배우)
- 이형석 (2000년)
- 이형철 (배우)
- 이호원 (1991년)
- 이홍기
- 이효정 (1961년)
- 이훈 (배우)
- 이휘재
- 이희준
- 인교진
- 일라이 (가수)
- 임강성
- 임슬옹
- 임시완
- 임원희
- 임윤호
- 임주환
- 임지규
- 임창정
- 임채무
- 임태경
- 임필성
- 임하룡
- 임혁
- 임현식
- 임형준
- 임호 (배우)

## ㅈ
- 장광
- 장근석
- 장기범 (배우)
- 장기용 (1992년)
- 장기하
- 장도윤
- 장동건
- 장동민
- 장동우
- 장동윤
- 장동주
- 장미관
- 장민혁
- 장수원
- 장승조
- 장용 (배우)
- 장우혁
- 장유상
- 장의수
- 장인섭
- 장준환 (영화 감독)
- 장진 (영화 감독)
- 장태성 (배우)
- 장한별
- 장항선 (배우)
- 장항준
- 장혁
- 장혁진 (배우)
- 장현성
- 재민
- 재현 (1997년)
- 재호
- 재희
- 전광렬
- 전노민
- 전무송
- 전배수
- 전석호
- 전성우
- 전준혁
- 전진 (가수)
- 전태수
- 정가람
- 정건주
- 정겨운
- 정경호 (1972년)
- 정경호 (1983년)
- 정동하
- 정동환
- 정두홍
- 정만식
- 정보석
- 정상훈
- 정석원 (배우)
- 정성하
- 정성화
- 정세운 (가수)
- 정영웅
- 정용화
- 정우
- 정우성
- 정웅인
- 정윤석
- 정은우 (배우)
- 정은표
- 정의철
- 정인기
- 정일우
- 정일훈 (가수)
- 정재광
- 정재영
- 정재헌 (성우)
- 정준 (배우)
- 정준영
- 정준원 (1988년)
- 정준원 (2004년)
- 정준하
- 정준호
- 정진영
- 정진운
- 정찬 (배우)
- 정찬우 (가수)
- 정찬우 (희극인)
- 정태우
- 정한용
- 정해균
- 정해인
- 정헌 (배우)
- 정현준
- 정형돈
- 정호근 (배우)
- 정희태
- 제이 (1983년)
- 조관우
- 조권
- 조동혁
- 조민기
- 조병규 (배우)
- 조성모
- 조성하 (배우)
- 조세호
- 조승우
- 조연우 (배우)
- 조예신
- 조우진 (배우)
- 조윤우
- 조인성 (배우)
- 조재윤
- 조재현
- 조정래 (영화 감독)
- 조정석
- 조정치
- 조진웅
- 조태관
- 조한선
- 조현식
- 조현재 (배우)
- 조희봉
- 존 조
- 종업
- 주상욱
- 주우재
- 주원
- 주종혁 (1983년)
- 주종혁 (1991년)
- 주지훈
- 주진모 (1958년)
- 주진모 (1974년)
- 주현
- 준호
- 줄리엔 강
- 지민혁
- 지상렬
- 지성 (배우)
- 지수 (배우)
- 지승현 (배우)
- 지오
- 지윤호
- 지은성 (1991년)
- 지일주
- 지조
- 지진희
- 지창욱
- 지현우
- 지훈 (가수)
- 진구
- 진선규
- 진영 (1991년)
- 진이한
- 진주형
- 진진 (가수)
- 진태현
- 진현빈
- 진호 (1992년)

## ㅊ
- 차도진
- 차서원 (1991년)
- 차선우
- 차승우
- 차승원
- 차은우
- 차인표
- 차인하
- 차태현
- 찬성 (가수)
- 찬열
- 찬희
- 창조 (가수)
- 채상우
- 채종협
- 천둥 (1990년)
- 천보근
- 천정명
- 천호진
- 첸 (가수)
- 최강창민
- 최고 (배우)
- 최권
- 최권수 (배우)
- 최귀화
- 최규진 (배우)
- 최다니엘
- 최대성 (배우)
- 최대철
- 최덕문
- 최로운
- 최무룡
- 최무성
- 최민 (1987년)
- 최민기 (1995년)
- 최민수
- 최민식
- 최민영
- 최민용
- 최민철
- 최민환
- 최병모 (배우)
- 최병찬
- 최보민 (가수)
- 최불암
- 최성국 (배우)
- 최성민 (1995년)
- 최성원 (배우)
- 최성재
- 최수종
- 최승훈 (배우)
- 최영준 (배우)
- 최우식
- 최우혁 (1985년)
- 최우혁 (1997년)
- 최웅
- 최원영 (배우)
- 최원형
- 최원홍
- 최일화 (배우)
- 최재성 (배우)
- 최정우 (배우)
- 최정원 (1981년 5월)
- 최종원
- 최종환 (배우)
- 최종훈 (가수)
- 최지호
- 최진영 (배우)
- 최진혁
- 최진호 (배우)
- 최철호
- 최태준
- 최태환 (1989년)
- 최필립 (배우)
- 최한
- 추송웅

## ㅋ
- 카이 (1981년)
- 카이 (1994년)
- 케빈 (1991년)
- 케이윌
- 켄 (가수)

## ㅌ
- 타블로
- 타이거 JK
- 탁재훈
- 탕준상
- 태민
- 태인호
- 테이
- 토니 안
- 팀 (가수)

## ㅍ
- 팝핀현준
- 표영재
- 피오

## ㅎ
- 하도권
- 하명중
- 하석진
- 하정우
- 하준
- 하하
- 학진
- 한규희
- 한기웅 (배우)
- 한도우
- 한상진 (배우)
- 한상혁 (성우)
- 한석규
- 한석준
- 한승우 (가수)
- 한재석 (1973년)
- 한정수
- 한주완
- 한준우
- 한지상
- 한진희
- 한현민 (모델)
- 한희준
- 허성태
- 허영생
- 허장강
- 허정민
- 허준호
- 혁 (가수)
- 현빈
- 현우
- 현우성
- 형원
- 홍경
- 홍경민
- 홍광호
- 홍빈 (가수)
- 홍사빈
- 홍석
- 홍석재
- 홍석천
- 홍요섭
- 홍종현 (배우)
- 환희
- 황광희
- 황민우
- 황민현
- 황인엽
- 황정리
- 황정민
- 황희 (배우)
- 훈 (가수)
- 휘성

## 같이 보기
- 한국 드라마